# Merosargus sexmaculatus
Merosargus sexmaculatus är en tvåvingeart som beskrevs av Mcfadden 1971. Merosargus sexmaculatus ingår i släktet Merosargus och familjen vapenflugor. Inga underarter finns listade i Catalogue of Life.